# Blood Knot (фильм)
Blood Knot — будущий художественный фильм режиссёра Роберто Снейдера по сценарию Роуди Херрингтона с Майклом Дугласом в главной роли. Фильм снят по мотивам романа Боба Рича «Looking Through Water» (2015 г.).

## Сюжет
Пытаясь восстановить испорченные отношения, мужчина приглашает своего сына принять участие в соревнованиях по рыбной ловле в Пуэрто-Рико.

## В ролях
- Майкл Дуглас
- Камерон Дуглас
- Дэвид Морс
- Майкл Шталь-Дэвид
- Уокер Скобелл

## Производство
О начале работы над фильмом стало известно в ноябре 2022 года. Главные роли в фильме исполнят Майкл Дуглас и Кэмерон Дуглас, режиссёром выступит Говард Дойтч.
В мае 2023 г. было объявлено, что Роберто Снейдер заменил Дойтча из-за конфликтов с графиком съёмок, а к актёрскому составу присоединились Дэвид Морс, Майкл Стол-Дэвид и Уокер Скобелл.
Съёмки проходили в Питтсфилде, штат Массачусетс, в июне 2023 года. В июле 2023 г. появилась информация, что съёмки в Массачусетсе завершены и остальная часть фильма будет сниматься в Белизе и Мехико.